# Покшивница (гмина)
Покшивница (пол. Pokrzywnica) — сельская гмина (волость) в Польше, входит как административная единица в Пултуский повет, Мазовецкое воеводство. Население — 4734 человека (на 2004 год).

## Демография
| Перепись                       | Всего   | Всего | Женщины | Женщины | Мужчины | Мужчины |
| ------------------------------ | ------- | ----- | ------- | ------- | ------- | ------- |
| Единицы                        | человек | %     | человек | %       | человек | %       |
| Население                      | 4734    | 100   | 2336    | 49,3    | 2398    | 50,7    |
| Плотность населения (чел./км²) | 39,1    | 39,1  | 19,3    | 19,3    | 19,8    | 19,8    |

## Сельские округа
1. Буды-Обренбске
2. Буды-Цепелиньске
3. Буды-Побылковске
4. Цепелин
5. Дзбанице
6. Дзерженин
7. Гзово
8. Карневек
9. Кемпясте
10. Кляски
11. Козегловы
12. Лемпице
13. Лосево
14. Лубеница
15. Лубеница-Суперунки
16. Моры
17. Мурованка
18. Нове-Нестемпово
19. Нестемпово-Влосчаньске
20. Обремб
21. Обрембек
22. Ольбрахцице
23. Пискорня
24. Побылково-Дуже
25. Побылково-Мале
26. Погожелец
27. Покшивница
28. Помоцня
29. Стшиже
30. Свешево
31. Тшепово
32. Витки
33. Вулька-Залеска
34. Забоже

## Соседние гмины
1. Гмина Пултуск
2. Гмина Сероцк
3. Гмина Винница
4. Гмина Заторы